# Апельсиновый мармелад
Апельсиновый мармелад (кор. 오렌지 마말레이드?, Orenji Mamalleideu?) — южнокорейский телевизионный сериал, основанный на одноимённой манхве, который выходил на Навер с 2011 по 2013 год В главной роли Ё Джин Гу, Ким Соль Хён, Ли Чжон Хён и Гиль Ын Хэ. Сериал транслировался на KBS2 с 15 мая по 24 июля 2015 по пятницам в 22:35 по 12 серий.

## Сюжет
Действие разворачивается в фентезийном мире, где люди и вампиры сосуществуют. Вампиры эволюционировали и больше не полагаются на человеческую кровь в качестве пищи. До сих пор они боятся и подвергаются дискриминации со стороны общества, заставляя многих из них скрыть свою истинную природу и жить, как «нормальные» граждане или изгои.
Пэк Ма Ри — социально-замкнутый подросток, скрывающая свою личность вампира. Изгнанная из нескольких районов, она хочет обосноваться в новом городе и жить спокойно. Но все меняется, когда она случайно знакомится с Чжон Джэ Мином, с самым популярным парнем в своей школе.

## Актерский состав

### Главные герои
- Ё Джин Гу[англ.] в роли Чжон Джэ Мина

- Сонг Ый Джун в роли юного Чжон Джэ Мина

Он самый популярный парень в школе. Его мать вышла замуж за вампира, когда он учился в средней школе, заставляя его бросить музыку. Он ненавидел вампиров с того самого момента. Но вскоре он влюбляется Пэк Ма Ри, когда она переходит в его школу, не подозревая того, что она вампир.
- Ким Соль Хён в роли Пэк Ма Ри

В детстве она избегала людей, тем самым став изгоем. С решимостью закончить старшую школу, она переходит в новую школу и скрывает свою личность вампира. В конце концов она влюбляется Чжон Джэ Мина, но оказывается в любовном треугольнике с её другом детства и товарищем вампиром, Хан Си Ху. Её мечта стать музыкантом.
- Ли Чжон Хён в роли Хан Си Ху
  - Кан Хан Бёль[англ.] в роли Хан Си Ху

Он вампир и Пэк Ма Ри его подруга детства. Его дядя женился на матери Чжон Джэ Мина, когда он учился в средней школе. Он влюблён в Ма Ри и оказывается в любовном треугольнике с ней и Джэ Мином.
- Киль Ын Хе[англ.] в роли Чжо А Ра

Она самая популярная девушка в школе. Привыкшая получать легкие пути, ей не нравится тот факт, что Пэк Ма Ри привлекла внимание Чжон Джэ Мина. Она издевательски обращается с Ма Ри, чтобы скрыть свой добрый характер.

### Второстепенные герои
- Ан Гиль Кан[англ.] в роли Пэк Сенг Хуна
- Юн Йе Хи в роли Сонг Сун Хва
- Сон Чжон Хо[англ.] в роли Хан Юн Чжэ
- Ли Иль Хва[англ.] в роли Кан Мин Ха
- Джо И Хён в роли Пэк Джозефа
- Джо Мин Ги[англ.] в роли Чон Бён Квона
- Чон Хэ Гюн[англ.] в роли Чжо Чжун Гу
- О Гён Мин в роли Чхве Су Ри
- Пак Гон У[англ.] в роли Хван Бём Сона
- Ли Да Хин в роли А Гёна
- Ким Чжи А в роли Юн Мин Сан
- Ли Ю в роли подруги А Ра и А Гёна
- Чжу Хо в роли учителя биологии

## Рейтинги
| Эпизод #                      | Оригинальная дата показа | Средний рейтинг TNmS    | Средний рейтинг AGB Nielsen |                         |                         |                         |
| Первый сезон (Наши дни)       | Первый сезон (Наши дни)  | Первый сезон (Наши дни) | Первый сезон (Наши дни)     | Первый сезон (Наши дни) | Первый сезон (Наши дни) | Первый сезон (Наши дни) |
| ----------------------------- | ------------------------ | ----------------------- | --------------------------- | ----------------------- | ----------------------- | ----------------------- |
| 1                             | 15 мая 2015              | 4.8%                    | 4.2 %                       |                         |                         |                         |
| 2                             | 15 мая 2015              | 3.7 %                   | 3.3 %                       |                         |                         |                         |
| 3                             | 22 мая 2015              | 3.9 %                   | 4.1 %                       |                         |                         |                         |
| 4                             | 29 мая 2015              | 3.6 %                   | 3.3 %                       |                         |                         |                         |
| Второй сезон (Династия Чосон) |                          |                         |                             |                         |                         |                         |
| 5                             | 5 июня 2015              | 4.4 %                   | 3.9 %                       |                         |                         |                         |
| 6                             | 12 июня 2015             | 4.2 %                   | 4.9%                        |                         |                         |                         |
| 7                             | 19 июня 2015             | 3.9 %                   | 3.4 %                       |                         |                         |                         |
| 8                             | 26 июня 2015             | 2.8 %                   | 2.5 %                       |                         |                         |                         |
| 9                             | 3 июля 2015              | 3.2℅                    | 2.8℅                        |                         |                         |                         |
| Третий сезон (Наши дни)       |                          |                         |                             |                         |                         |                         |
| 10                            | 10 июля 2015             | 2.6 %                   | 3.1 %                       |                         |                         |                         |
| 11                            | 17 июля 2015             | 2.5 %                   | 2.6 %                       |                         |                         |                         |
| 12                            | 24 июля 2015             | 2.3%                    | 2.4%                        |                         |                         |                         |
| Средняя                       | Средняя                  | 3.5%                    | 3.4%                        |                         |                         |                         |

Легенда: Синий — низкий рейтинг эпизода; Красный — высокий рейтинг эпизода.
Сериал также транслировался на KBS World две недели после своего первого эфира с субтитрами.

## Международная трансляция
- Филиппины — ABS-CBN